# Lomaer
Lomaer is een bestuurslaag in het regentschap Bangkalan van de provincie Oost-Java, Indonesië. Lomaer telt 3331 inwoners (volkstelling 2010).